# Rugby à XV aux États-Unis
Le rugby à XV est un sport mineur aux États-Unis. Sport en développement, il est joué au niveau des jeunes, des lycées, des clubs sportifs, des semi-professionnels et des professionnels. L'IRB considère que l'équipe nationale est une équipe de deuxième division, donc une équipe au statut « amateur », pas comparable avec l'élite de ce sport, comme l'Australie, la Nouvelle-Zélande, l'Afrique du Sud, l'Angleterre, le pays de Galles, ou la France
Les États-Unis comptent environ 81 000 joueurs licenciés.

## Historique
Le rugby a été introduit par les Anglais au milieu du XIXe siècle. En 1872, des clubs sont établis dans la région de San Francisco. Le premier match aux États-Unis a lieu le 14 mai 1874 entre Harvard et l'université canadienne de McGill. Il s'agissait en fait d'une série de trois matchs que les joueurs de Harvard disputaient pour la première fois suivant les règles du rugby qui étaient pratiquées par les joueurs canadiens. Le premier match entre universités américaines a été disputé le 13 novembre 1875, il a opposé Harvard à Yale.
L'équipe des États-Unis dispute l'épreuve de rugby des Jeux olympiques de 1920 à Anvers, les équipes de France et les États-Unis sont les seules équipes participantes. Les Américains remportent le titre sur le score de 8-0. Quelques semaines plus tard, l'équipe de France prend sa revanche en gagnant par 14-5 à Paris.
Les deux équipes se retrouvent en finale des Jeux olympiques de 1924 à Paris, l'équipe des États-Unis remporte à nouveau la médaille d'or en battant la France sur le score sans appel de 17-3. Adolphe Jaureguy était le meilleur attaquant français, il a quitté le terrain, inconscient après trois plaquages sévères des trois quarts américains, ce qui a bien facilité la tâche des Américains. Cette victoire des Américains marque aussi la fin de la compétition de rugby dans le cadre des Jeux olympiques.

## Institution dirigeante
USA Rugby est la fédération dirigeante, qui a la charge d'organiser et de développer le rugby à XV aux États-Unis. Elle a été fondée en 1975.
La fédération compte 3 100 clubs affiliés.

## Compétitions
La Rugby Super League, une ligue semi-professionnelle, est créée au milieu des années 1990, comportant seize équipes réparties en deux conférences à l'origine, rapidement réduite à huit équipes devant les difficultés logistiques et financières. La compétition disparaît en 2012, remplacée à partir de 2017 par la Major League Rugby, qui reprend le modèle de franchises professionnelles des sports américains. Le nombre de franchise oscille entre huit et douze selon les saisons. Les inter-saisons sont marquées par de fréquents changements, faillite ou déménagement de franchises, notamment après la pandémie de Covid-19. La compétition est organisée en deux conférences, est et ouest, les premiers de chacune d'entre elles s'affrontant en finale,. 
La Major League Rugby peine à attirer les spectateurs malgré une légère augmentation des affluences ces dernières années. Quelques joueurs de niveau mondial y font un passage en fin de carrière : Mathieu Bastareaud, Matt Giteau, Adam Ashley-Cooper ou encore Ma'a Nonu. 
Les meilleurs joueurs américains n'hésitent pas à s'expatrier en Europe, comme l'international Takudzwa Ngwenya qui joue au Biarritz olympique de 2007 à 2016,.

## Popularité
Le rugby est un sport mineur aux États-Unis. Les quatre sports les plus populaires étant le baseball, le football américain, le basket-ball et le hockey sur glace. Il y a aussi un championnat professionnel pour le soccer (football européen). Le rugby à XV est loin derrière ces sports, entre autres. L'athlétisme, le tennis et le golf sont plus populaires.
La Major League Rugby peine à attirer les spectateurs malgré une légère augmentation des affluences ces dernières années. La saison 2023 voit une affluence moyenne de 2 600 spectateurs par match. 

## Équipe nationale
L'Équipe des États-Unis de rugby à XV rassemble les meilleurs joueurs des États-Unis. Les Américains jouent en maillot bleu marine et blanc avec une bande rouge, short blanc, bas bleu marine. Depuis mars 2009 l'équipe est entraînée par Eddie O'Sullivan.
L'équipe américaine a remporté les deux derniers titres de champion olympique de rugby en 1920 et 1924 contre l'équipe de France. L'équipe américaine était composée de joueurs de rugby universitaires et non de joueurs de football américain, comme le laisse entendre une rumeur tenace.
Les États-Unis participent régulièrement aux éditions de la Coupe du monde, sans pouvoir prétendre l'emporter ou même bien figurer. Ils ont gagné deux matchs de phase finale contre le Japon, pour quinze défaites concédées, ne passant pas le cap des poules du premier tour.

## Rugby à XV féminin
Comme pour le football, les États-Unis ont respectivement une plus grande compétitivité et un palmarès par rapport aux autres nations majeures de ce sport.
Officiellement formée en 1987, l'équipe féminine nationale de rugby (connue sous le nom des Eagles) a gagné la première coupe du monde du rugby officielle en 1991, et a fini seconde dans les deux éditions suivantes en 1994 et en 1998. Elle figure convenablement sans apparaître au-delà de la huitième place. Ce sport est disputé indistinctement par les garçons et les filles à l'école.

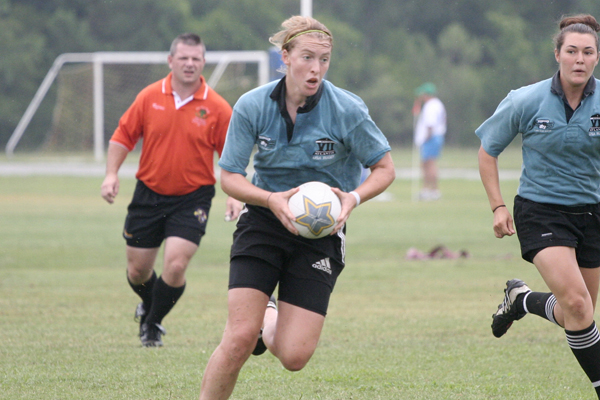
Rugby à sept féminin aux États-Unis d'Amérique
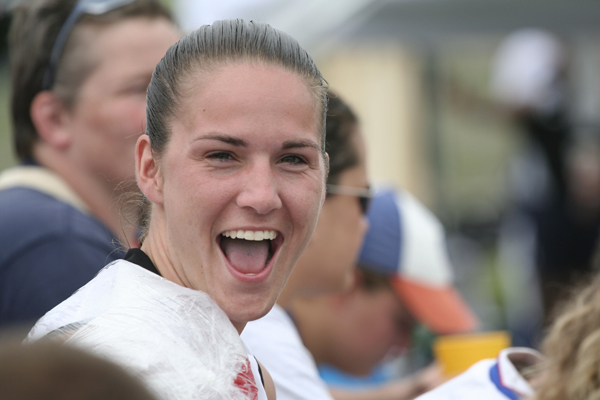
Supportrice de rugby à XV
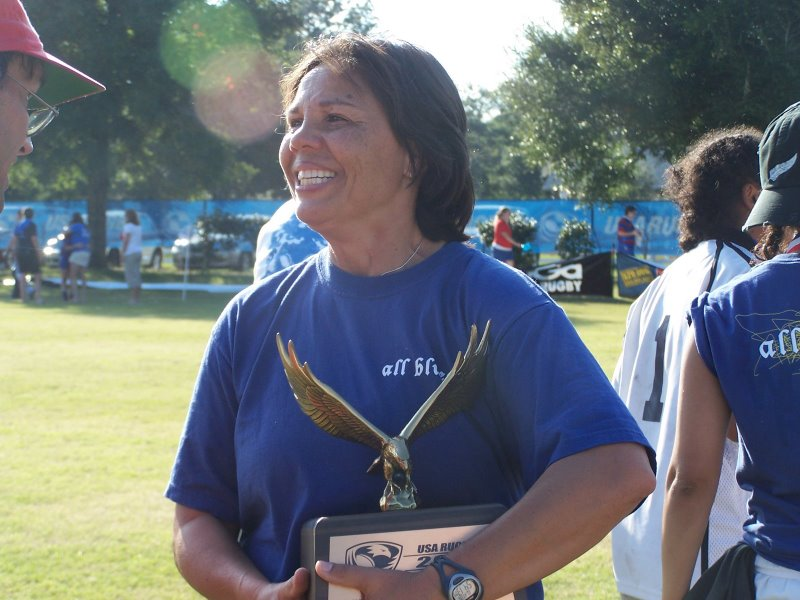
Kathy Flores
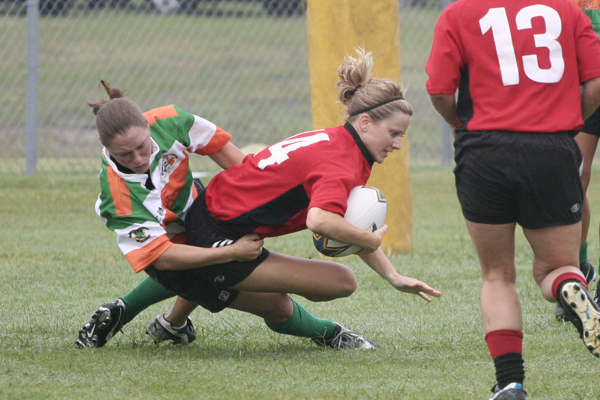
Tournoi de rugby à sept féminin aux États-Unis d'Amérique